# Geza Vujkov
Geza Vujkov (u. 3. kolovoza 1984.) je bio kazališni umjetnik bačkih Hrvata. Bio je glumac.
Jedan je od osnivača subotičkog teatra. Na glasu je bio kao vrstan umjetnik. Zbog toga što je dobro znao jezike, ostavio je uspješne nastupe u ondašnjem hrvatskom, tako i u srpskom te u mađarskom ansamblu subotičkog Hrvatskog kazališta.

## Vanjske poveznice
- (mađ.) Mikor volt Szabadkán opera?  Arhivirana inačica izvorne stranice od 5. studenoga 2016. (Wayback Machine), Zetna 1999. 9-12., piše Tibor Pekár